# Harold Johnson (baloncestista)
Harold Harmon Johnson (Richmond, Indiana; 30 de enero de 1920 - ib.; 17 de septiembre de 1999) fue un jugador de baloncesto estadounidense que disputó una temporada en la BAA. Con 1,98 metros de estatura, jugaba en la posición de pívot.

## Trayectoria deportiva

### Universidad
Jugó durante su etapa universitaria con los Sycamores de la Universidad Estatal de Indiana, siendo junto con los hermanos Henry Pearcy y George Pearcy los primeros de la historia de su universidad en debutar en la BAA o la NBA.

### Profesional
En 1946 fichó por los Detroit Falcons de la recién creada BAA, con los que disputó la única temporada del equipo en la liga, promediando 0,6 puntos por partido.

## Estadísticas de su carrera en la NBA

### Temporada regular
| Temporada | Edad | Equipo          | Liga | Pos. | P  | TIT | MIN | TC  | TCA | %TC  | 3P | 3PA | %3P | TL  | TLA | %TL  | R.OF. | R.DEF. | REB | ASIS | ROB | TAP | PER | FP  | PTS |
| 1946-47   | 27   | Detroit Falcons | BAA  |      | 27 |     |     | 0.1 | 0.7 | .200 |    |     |     | 0.3 | 0.5 | .500 |       |        |     | 0.4  |     |     |     | 0.5 | 0.6 |
| Total     |      |                 | BAA  |      | 27 |     |     | 0.1 | 0.7 | .200 |    |     |     | 0.3 | 0.5 | .500 |       |        |     | 0.4  |     |     |     | 0.5 | 0.6 |